# Auerbergrennen
Das Auerbergrennen war ein Bergrennen für Autos und Motorräder, das in der oberbayerischen Gemeinde Bernbeuren von 1967 bis 1987 jährlich von der Renngemeinschaft Auerberg der Motorsportclubs Kaufbeuren, Marktoberdorf und Schongau veranstaltet wurde.

## Geschichte
Das erste Auerbergrennen wurde 1967 ausgetragen, zunächst nur für Autos. Fester Termin war immer das dritte Wochenende im September. Aufgrund der hohen Lage des Auerbergs kam es sogar vor, dass im oberen Bereich der Strecke zu dieser Jahreszeit bereits Schnee lag, welcher von entsprechenden Räumfahrzeugen beseitigt werden musste. Ab Anfang der 70er Jahre starteten am Auerberg dann auch Motorräder und Gespanne. Während das Rennen der Motorräder am Samstag stattfand, wurde das Rennen für die Automobile am Sonntag ausgetragen. Im Laufe der Jahre entwickelte sich das Rennen zu einer bedeutenden Veranstaltung im Bergsport und war weit über die Grenzen von Bernbeuren hinaus bekannt. Tausende Zuschauer und hunderte Fahrer, darunter zahlreiche bekannte Fahrer wie Dieter Kern, Sepp Greger, Mario Ketterer usw. kamen zum Auerberg. So auch Ludwig Nieberle aus dem nahegelegenen Mauerstetten, der 1976 als Deutscher Automobil-Bergmeister auch ein Klassensieger am Auerberg war. Aber auch der Lokalmatador Rudolf Thurner, der in Bernbeuren seinen eigenen Sportwagen, den Thurner RS, fertigte, war in den frühen 70er Jahren am Auerberg am Start. Unter anderem aufgrund gestiegener Anforderungen des Natur- und Umweltschutzes wurde das Rennen 1987 letztmals durchgeführt.

## Streckenführung
Die temporäre Rennstrecke (WM19), auf der die Veranstaltung ausgetragen wurde, war rund 3,2 Kilometer lang. Der Start des Auerbergrennens war am Ortsausgang von Bernbeuren und das Ziel auf dem Gipfel des 1.055 Meter hohen Auerbergs.

## Wiederbelebung des Bergrennens als Auerberg-Klassik
Nach unzähligen gescheiterten Wiederbelebungsversuchen, konnte die Veranstaltung im Jahr 2017, also genau 30 Jahre nach der zuletzt durchgeführten Veranstaltung, als Auerberg-Klassik wiederbelebt werden. Durchgeführt wird die Veranstaltung allerdings als Gleichmäßigkeitsprüfung und ausschließlich für historische Motorräder bis Baujahr 1979. Lediglich einzelne Autos, die teilweise schon bei früheren Auerbergrennen am Start waren, fahren zu Showzwecken auf den Auerberg. Veranstaltet wird die Auerberg-Klassik im 2-Jahres-Turnus. Aufgrund der Coronapandemie wurde die Veranstaltung 2021 allerdings abgesagt und auf das Jahr 2022 verschoben. Zum ersten Mal in der Geschichte der Auerberg-Veranstaltung war 2022 ein waschechter Formel 1 Wagen am Start, ein BRABHAM BT3 aus dem Jahr 1962.